# 圣伯多禄堂 (第戎)
圣伯多禄堂（Église Saint-Pierre de Dijon）是法国勃艮第第戎的一个罗马天主教教堂，哥特复兴风格，位于威尔逊总统广场，建于1853年-1858年。2015年作为“勃艮第葡萄园”的一部分列为世界遗产。

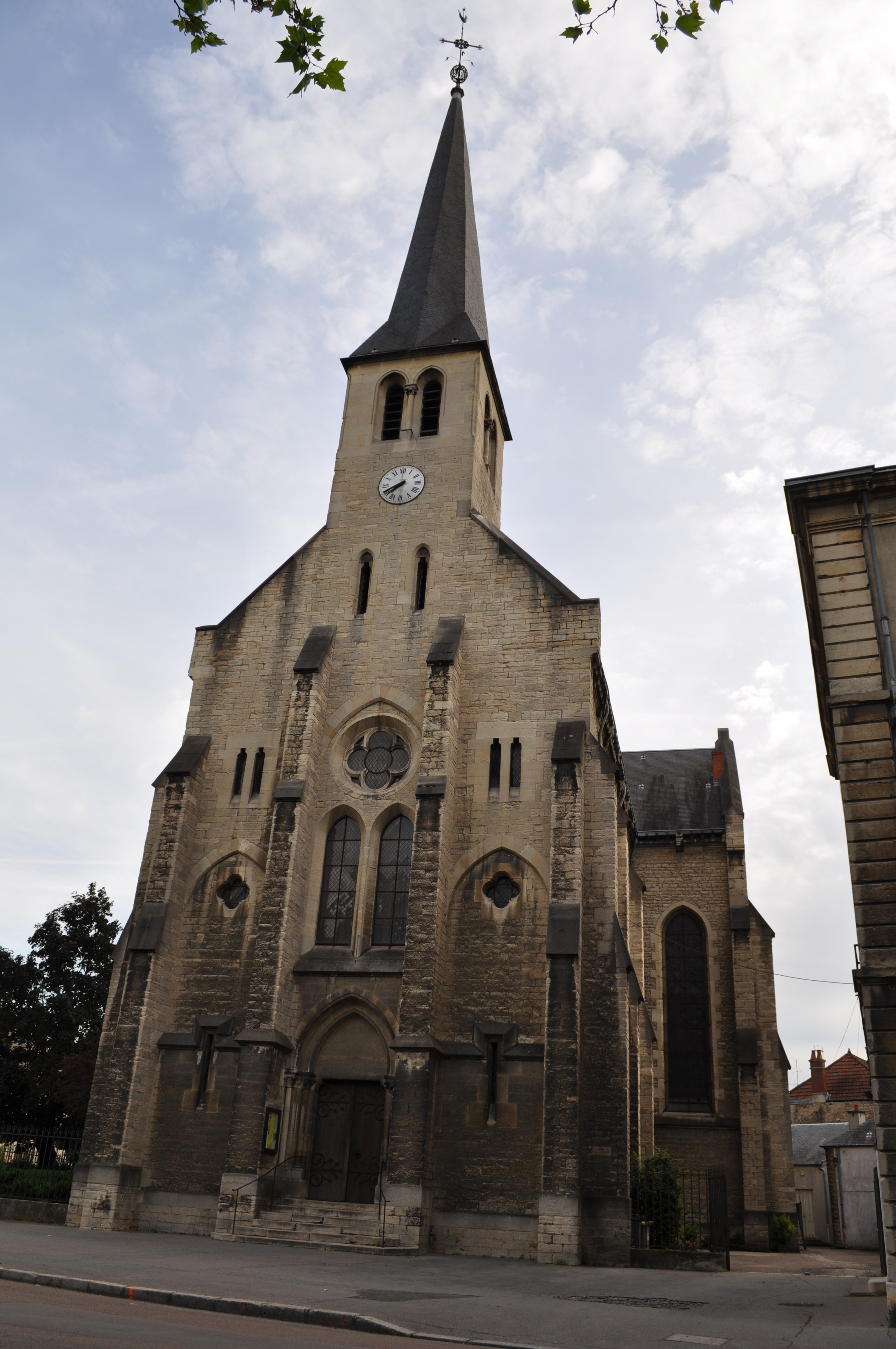
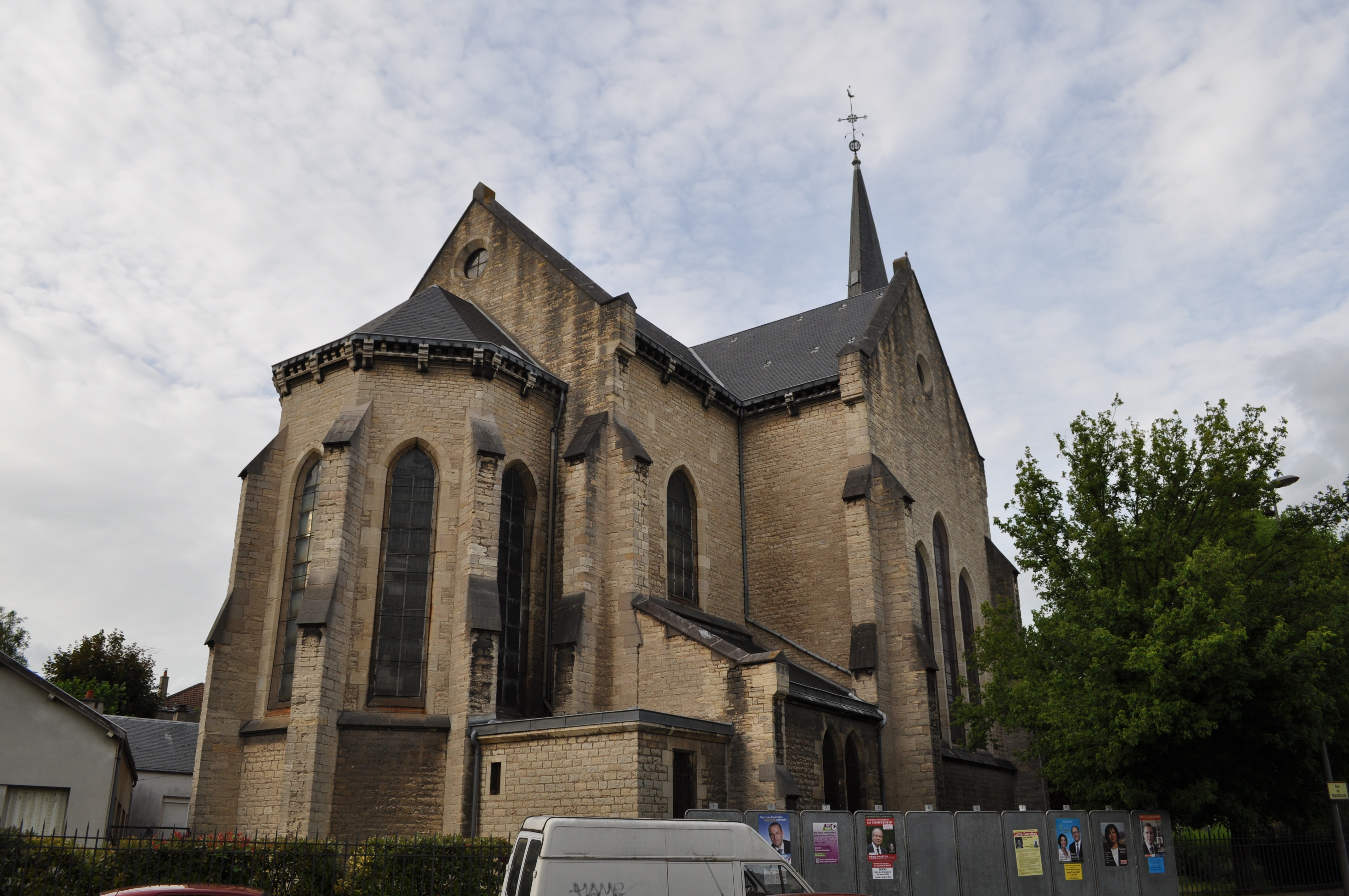
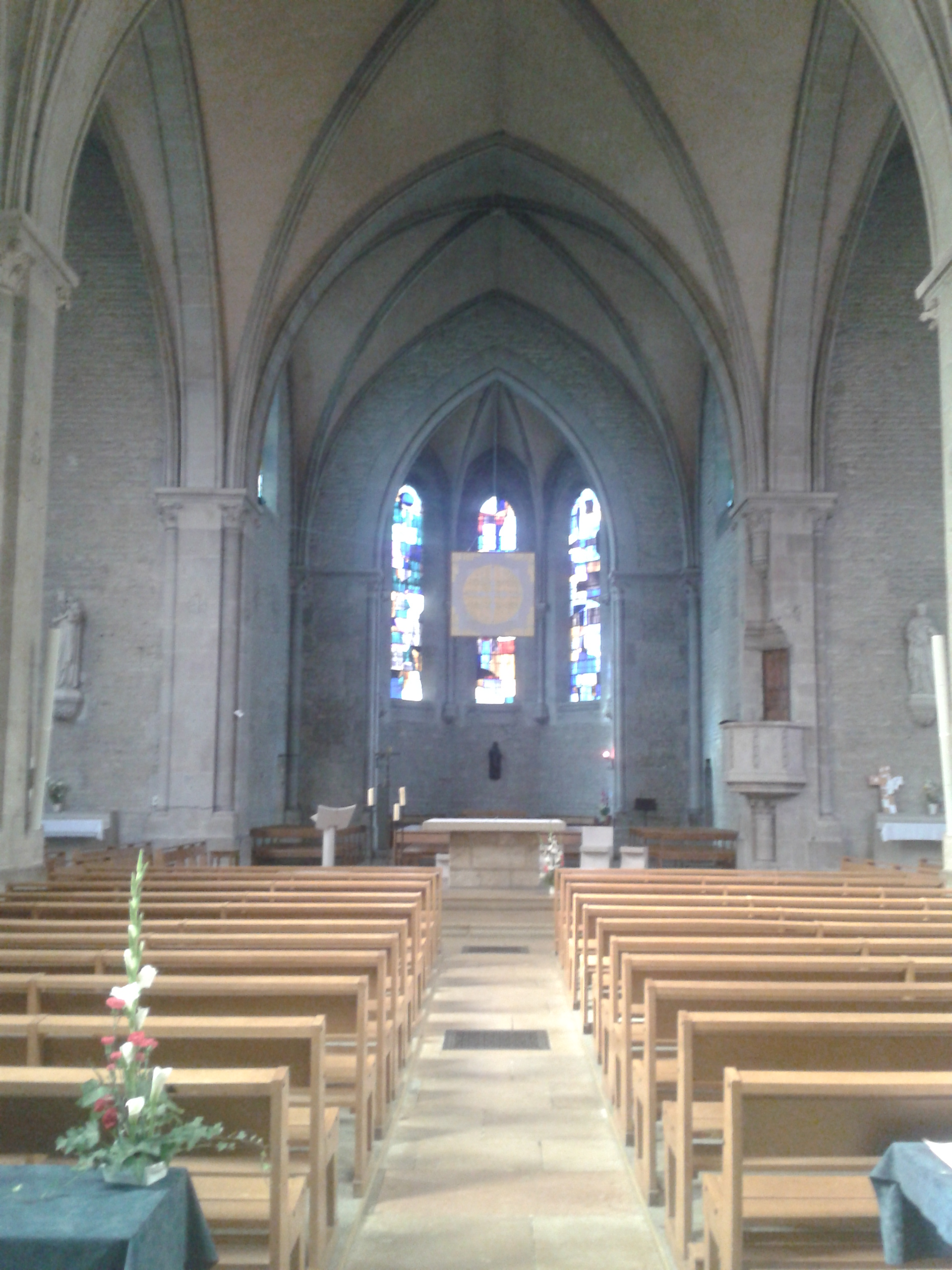
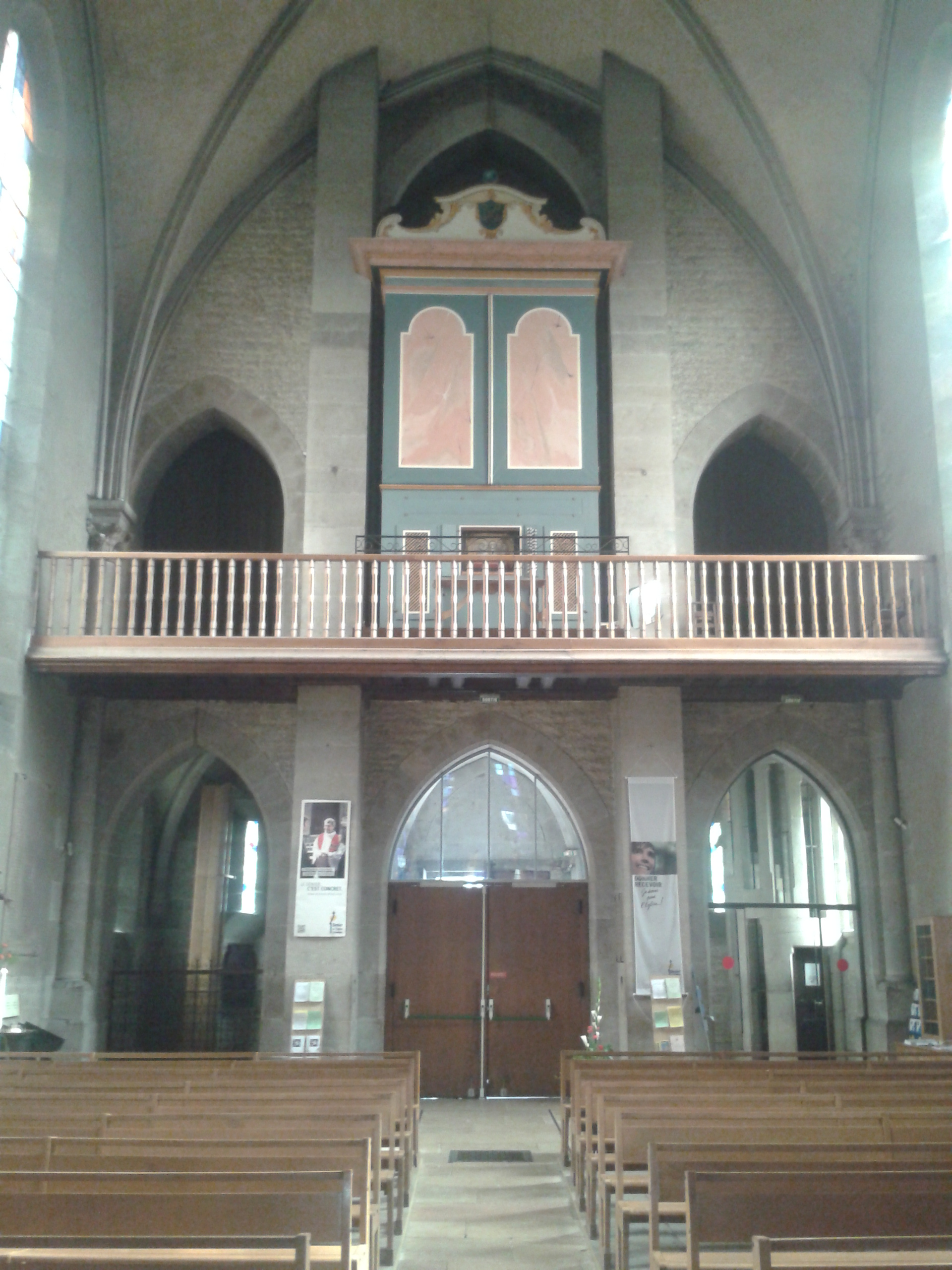
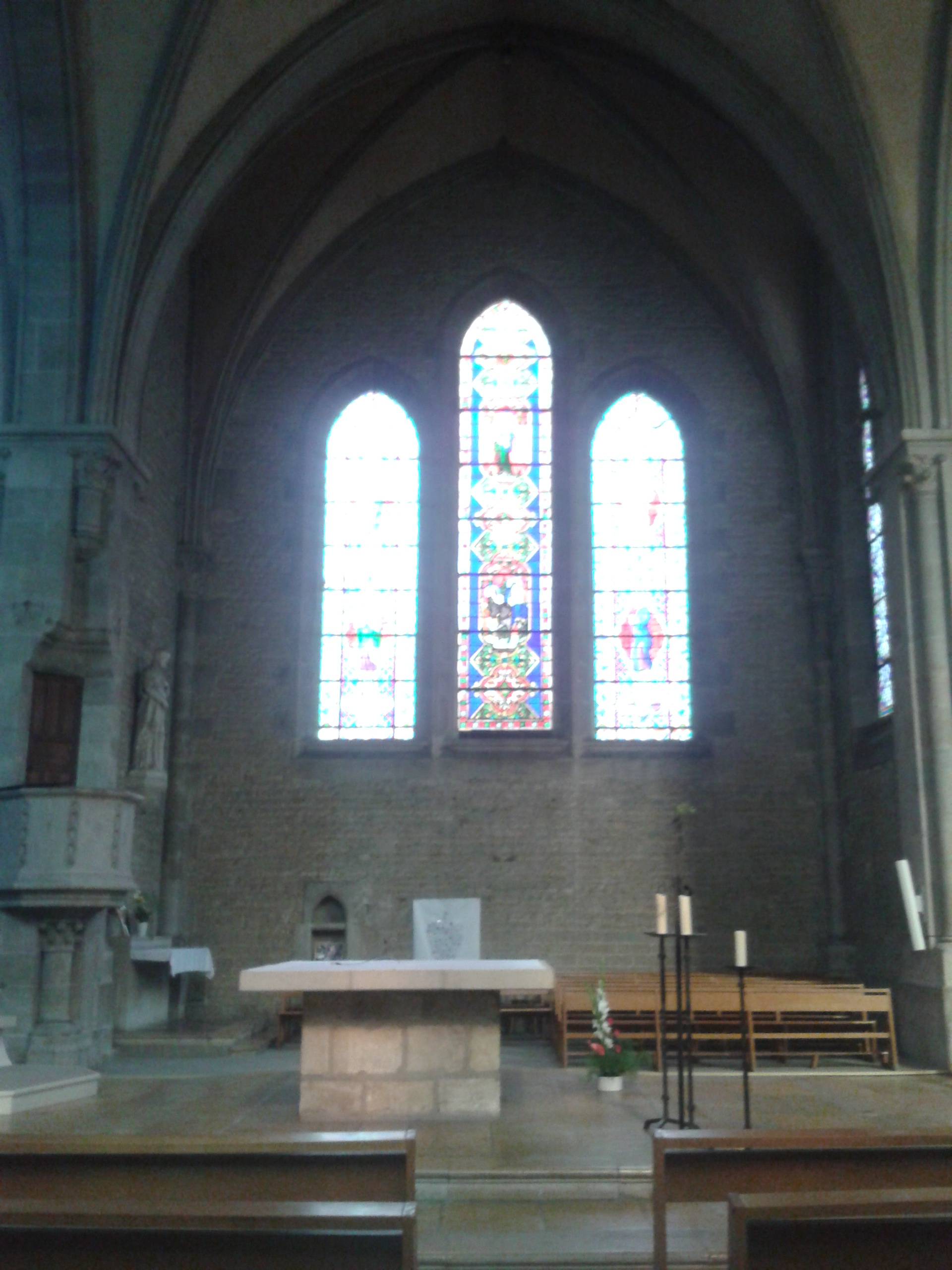
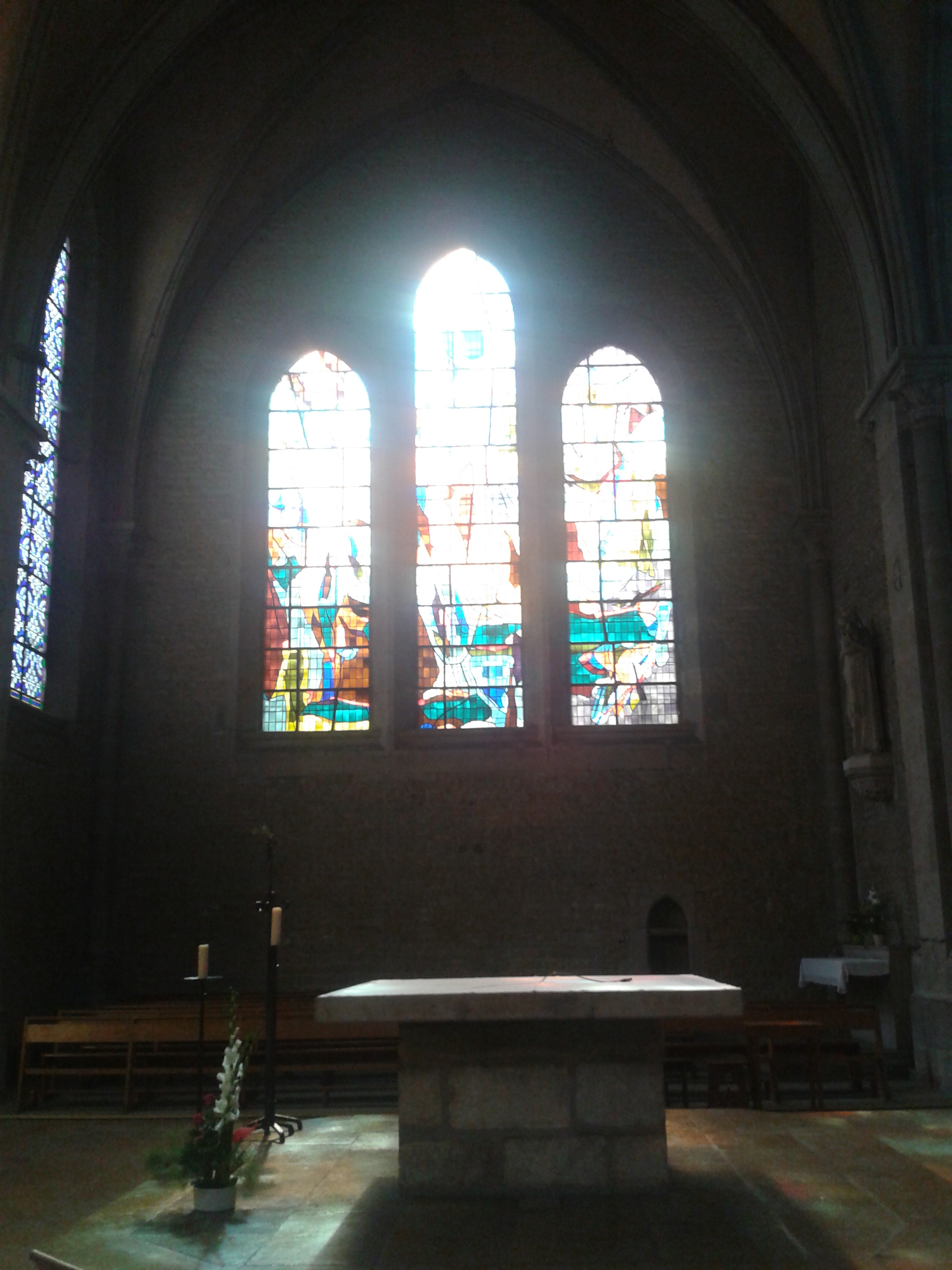
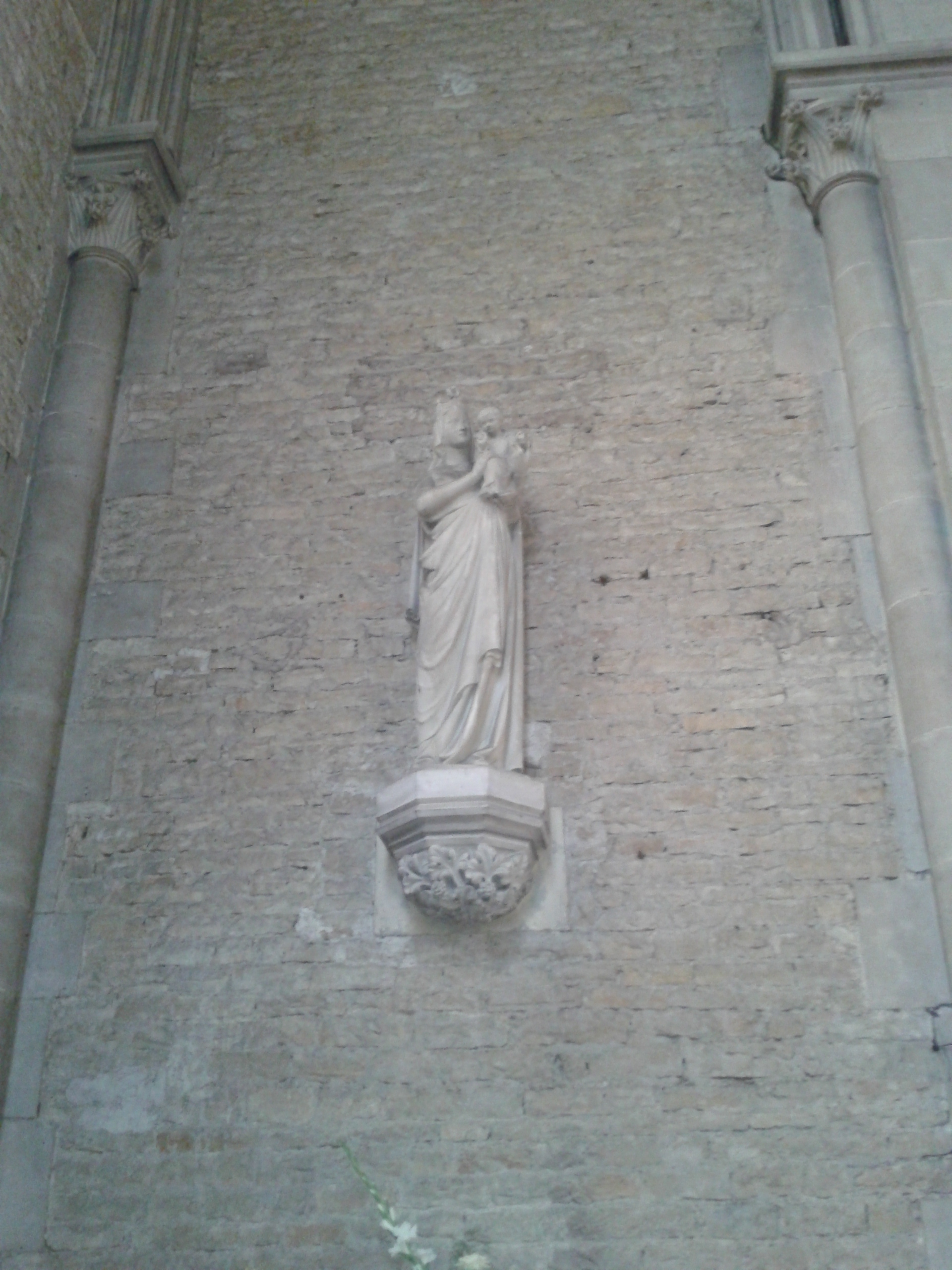
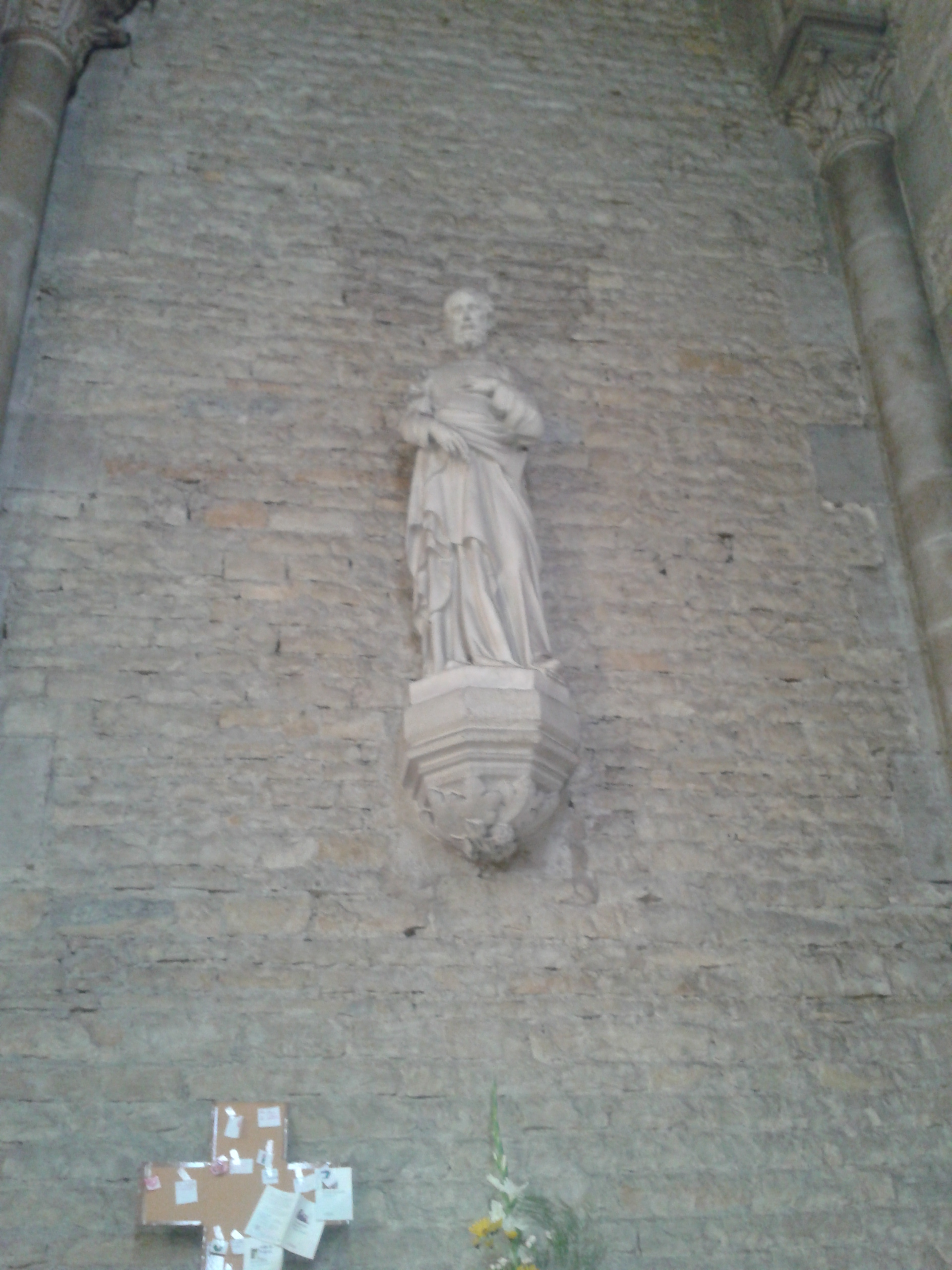
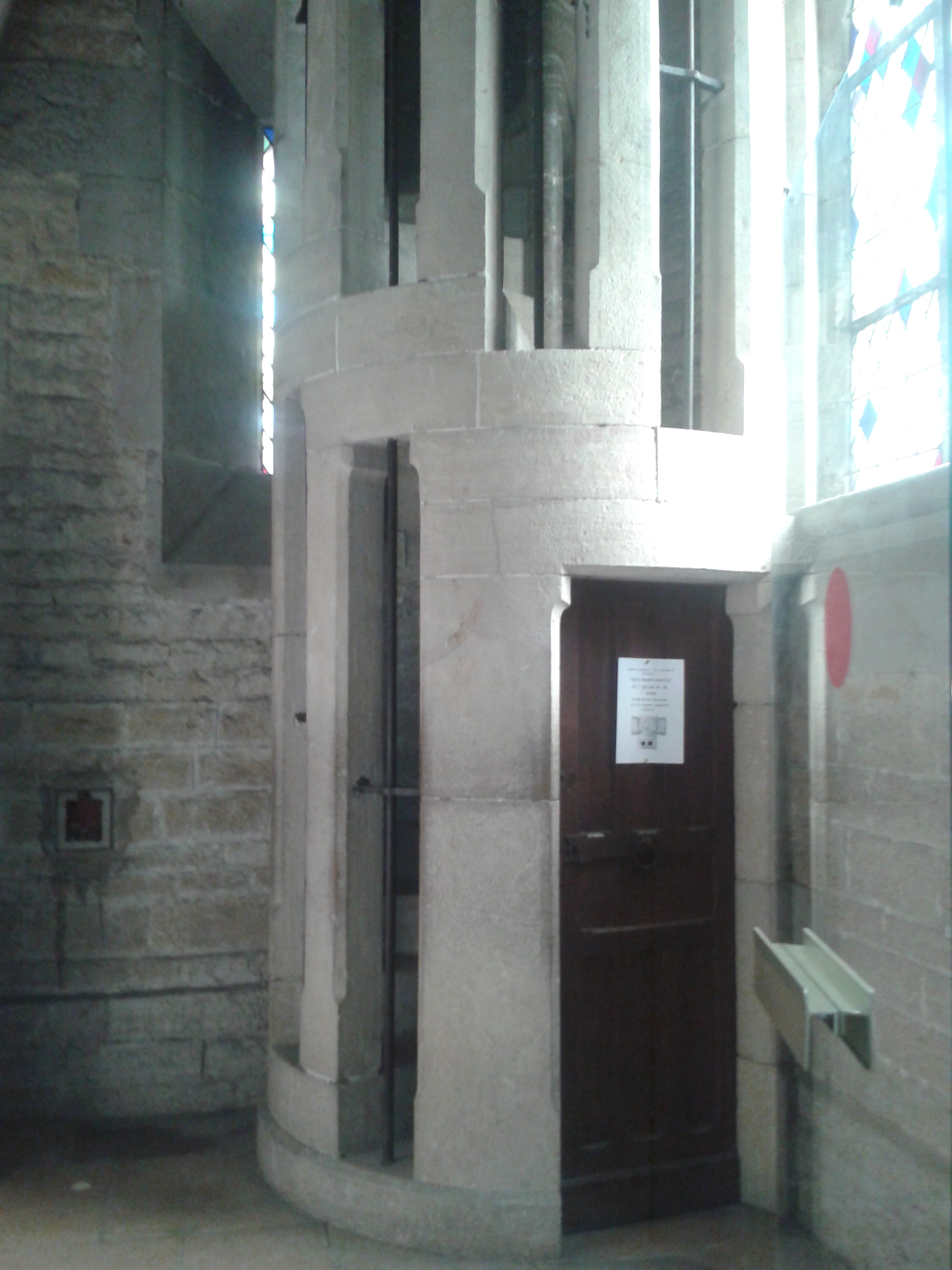
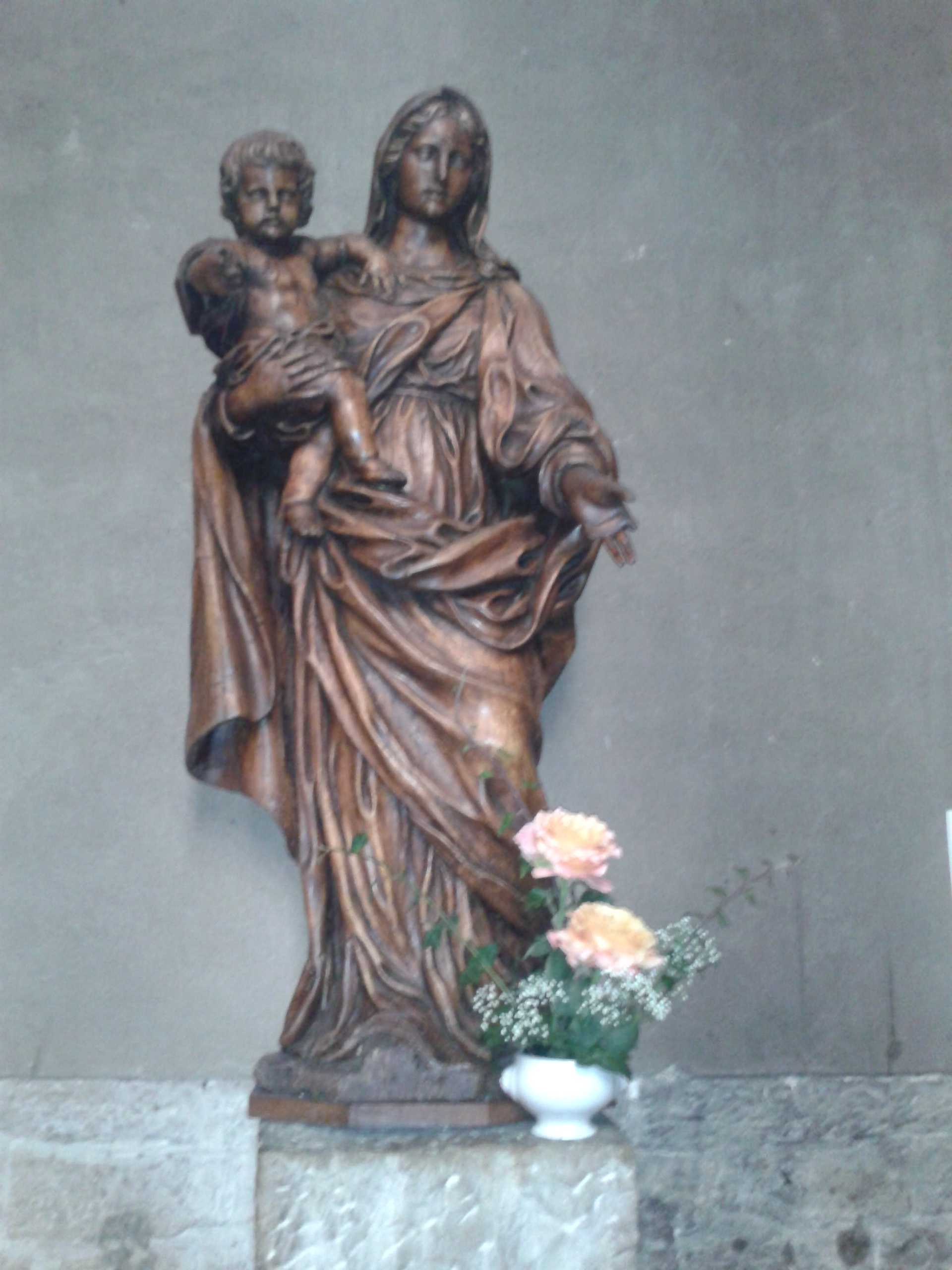

圣伯多禄堂的钟来自俄国塞瓦斯托波尔。